# موريس غيراغتي
موريس غيراغتي (بالإنجليزية: Maurice Geraghty)‏ هو منتج أفلام وكاتب سيناريو ومخرج أمريكي، ولد في 8 سبتمبر 1908 في روشفيل في الولايات المتحدة، وتوفي في 30 يونيو 1987 في بالم سبرينغس في الولايات المتحدة.

## وصلات خارجية
- موريس غيراغتي على موقع IMDb (الإنجليزية)
- موريس غيراغتي على موقع ألو سيني (الفرنسية)
- موريس غيراغتي على موقع أول موفي (الإنجليزية)
- موريس غيراغتي على موقع قاعدة بيانات الأفلام السويدية (السويدية)
- موريس غيراغتي على موقع قاعدة بيانات الفيلم (الإنجليزية)
- موريس غيراغتي على موقع كينوبويسك (الروسية)